# Sofia Milos
Sofia Milos, née le 27 septembre 1969 à Zurich, en (Suisse), est une actrice américano-helvético-greco-italienne.
Elle a tenu de nombreux rôles à la télévision mais elle est principalement connue pour celui du détective Yelina Salas dans la série Les Experts : Miami.

## Biographie

### Jeunesse et formation
Née à Zurich en (Suisse) le 27 septembre 1969, d'une mère grecque et d'un père italien. Elle a un frère Giuseppe.
Sofia Milos a passé une partie de son enfance à Zurich, avant de déménager en Italie (Rome et Picerno). À l'age de 14 ans, elle participe à un concours de beauté local, qu'elle remporte. À 15 ans, elle participe à de nombreux concours et commence à travailler comme mannequin. Sa carrière va s'étaler sur une dizaine d'années et la faire voyager dans les grandes villes de la mode comme Milan, Paris, New-York, Tokyo et Munich. Elle fera la couverture de nombreux magazines plus ou moins connus comme Vogue, Annabelle ou Voila. Ses origines diverses, ses voyages et sa nounou française lui permettent de parler couramment l'anglais, l'italien, le français et l'allemand (y compris le suisse allemand) et elle peut également tenir une conversation de base en grec et en espagnol.
Après un passage à New-York (États-Unis), elle s'installe à Los Angeles, où elle vit depuis 1990. C'est là qu'elle a commencé ses études d'acteur au Beverly Hills Playhouse avec Milton Katselas.
Ses activités professionnelles ne l'ont jamais éloigné de ses passions que sont la cuisine et la peinture, art dans lequel elle décline son sujet favori : la femme par son visage ou par son corps.

### Carrière
Sofia Milos apparaît pour la première fois à l'écran en 1993, dans la série américaine Café Américain, diffusée sur NBC en 1993 et 1994. Puis suivent des rôles aux importances diverses dans des téléfilms ou des séries (Strange Luck et Vanishing Son en 1995, Life with Roger en 1996)
En France, c'est dans la série Friends qu'on la découvre, dans le rôle d'Aurora, la petite amie de Matthew Perry. Viendra un rôle plus important dans Les Soprano (2000), où elle interprète Annalisa Zucca. Mais c'est avant tout la dans série produite par Jerry Bruckheimer, Les Experts : Miami, qu'elle bénéficiera d'une large notoriété, dans le rôle du détective d'origine colombienne Yelina Salas.

### Vie privée
En 2006, elle a eu une liaison de quelques mois avec le maire de San Francisco Gavin Newsom[réf. nécessaire]. 
Elle est membre de l'Église de Scientologie.

## Filmographie

### Cinéma
- 1992 : Out of Control d'Ovidio G. Assonitis et Robert Barrett : Kristin
- 1998 : Le Prince de Sicile (Mafia!) de Jim Abrahams : Sophia jeune
- 1999 : Svitati (Screw Loose) de Ezio Greggio : une femme à l'aéroport
- 2000 : Un homme à femmes (The Ladies Man) de Reginald Hudlin : Cheryl
- 2001 : Double Bang de Heywood Gould : Carmela Krailes
- 2001 : The Order de Sheldon Lettich : le lieutenant Dalia Barr
- 2002 : Passionada de Dan Ireland : Celia Amonte
- 2002 : The Cross de Gino Cabanas : Boss
- 2003 : Family Jewels de Tony Mortillaro : Sarah Putanesca
- 2016 : Le bébé d'une autre (The Stranger Inside) de Danny J. Boyle : Docteur Bianca Hartlin
- 2017 : Fake News de Craig Edwards & Samuel Morris : Détective Jennifer Stern
- 2019 : Odissea nell'ospizio de Jerry Calà : Carla

### Courts métrages
- 2013 : The Brentwood Connection de Gloria Kisel : elle-même
- 2015 : The Secret of Joy de Max Bartoli : La dame du lac

### Téléfilms
- 1995 : Shadow-Ops de Craig R. Baxley : Matya
- 2000 : M.K.3 de Félix Enríquez Alcalá : Milady

### Télévision

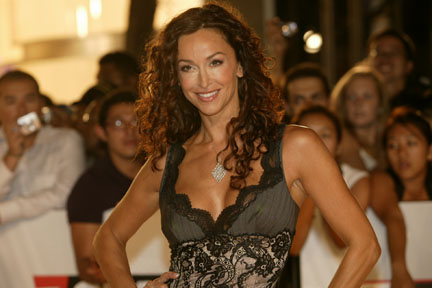
Sofia Milos, lors du Festival international du film de Toronto.

- 1993 : Café Américain : Fabiana Borelli (saison 1, 18 épisodes)
- 1994 : Friends : Aurora (saison 1, épisode 6 : Celui qui est verni)
- 1995 : Platypus Man : Stella (saison 1, épisode 5 : Sweet Denial)
- 1995 : Vanishing Son : Gale Heathe (saison 1, épisode 8 : Lock and Load, Babe)
- 1995 : Code Lisa (Weird Science) : Ali (saison 3, épisode 1 : Nourriture terrestre)
- 1995 : Drôle de chance (Strange Luck) : Jill (saison 1, épisode 10 : Le Cristal noir)
- 1996 : Dingue de toi (Mad About You) : Sarah (saison 4, épisode 21 : Le gagnant est…)
- 1997-1998 : Caroline in the City : Julia Karinsky / Julia Mazzone (saison 2 & 3, 20 épisodes)
- 1998 : Getting Personal : Docteur Angela Lopez (saison 2, épisode 2 : The Doctor is In)
- 1998 : Trois hommes sur le green (The Secret Lives Of Men) : Maria (saison 1, 13 épisodes)
- 1998 : La croisière s'amuse, nouvelle vague (Love Boat: The Next Wave) : Marisol (saison 2, épisode 8 : Un don du cœur)
- 2000 : Les Soprano (The Sopranos) : Annalisa (saison 2, épisodes 4 & 13)
- 2000 : Larry et son nombril (Curb Your Enthusiasm) : la petite amie de Richard (saison 1, épisodes 1 & 9 )
- 2001 : Voleurs de charme (Thieves) : Paulie (saison 1, épisodes 1 & 8 )
- 2002 : Lo zio d'America : Barbara Steel (saison 1, 8 épisodes )
- 2002 : La Treizième Dimension (The Twilight Zone) : Francesca (saison 1, épisode 21 : Jeux de rôles)
- 2003-2009 : Les Experts : Miami (CSI: Miami) : Détective Yelina Salas (à partir de la saison 3, 60 épisodes)
- 2003 : Urgences (ER) : Coco (saison 9, épisode 11 : Une main tendue)
- 2006 : Desire : Victoria Marston (saison 1, 58 épisodes)
- 2008-2009 : The Border : Agent Spécial Bianca LaGarda (13 épisodes)
- 2011 : Tatort : Abby Lanning (saison 42, épisode 21 Wunschdenken)
- 2012 : Section de recherches : Alison Carter (saison 6, épisodes 2 & 3 )
- 2012 : The First Family : Silasia (saison 1, épisode 5 : The First Stay-Cation)
- 2012 : 1600 Penn : Bernice Milbert (saison 1, épisode 11 : Dinner, Bath, Puzzle)
- 2017 : Esprits criminels : Unité sans frontières (Criminal Minds: Beyond Borders) : Sergent Alexandria Balaban (saison 2, épisode 8 : L'ultime combat)
- 2017-2020 : Sangre Negra : Cristina Sabatini (7 épisodes)
- 2017 : Chicago Justice : L'avocate de la défense, Mary Willis (saison 1, épisode 6 : Un homme mort)
- 2020 : Projet Blue Book : Daria (saison 2, 3 épisodes)

### Jeux vidéo
- 2004 : Les Experts : Miami : Détective Yelina Salas

## Voix françaises
- Ivana Coppola dans :
  - 1997-1998 : Caroline in the City : Julia Mazzone / Karinsky
  - 2008-2009 : The Border : Bianca LaGarda

- Déborah Perret dans :
  - 2001 : The Order : le lieutenant Dalia Barr

- Françoise Valmont dans :  
  - 2000 : Un homme à femmes (The Ladies Man) de Reginald Hudlin : Cheryl

- Sylvie Ferrari dans :
  - 1998 : Trois hommes sur le green : Maria

- Pascale Vital dans :
  - 2000 : Les Soprano : Annalisa

- Anna Macina dans :
  - 2003-2009 : Les Experts : Miami : Détective Yelina Salas